# I. e. 167
Évszázadok: i. e. 3. század – i. e. 2. század – i. e. 1. század
Évtizedek: i. e. 210-es évek – i. e. 200-as évek – i. e. 190-es évek – i. e. 180-as évek – i. e. 170-es évek – i. e. 160-as évek – i. e. 150-es évek – i. e. 140-es évek – i. e. 130-as évek – i. e. 120-as évek – i. e. 110-es évek
Évek: i. e. 172 – i. e. 171 – i. e. 170 – i. e. 169 –  i. e. 168 – i. e. 167 – i. e. 166 – i. e. 165 – i. e. 164 – i. e. 163 – i. e. 162

## Események

### Hellenisztikus birodalmak
- IV. Antiokhosz szeleukida király Egyiptomból visszatér a forrongó Júdeába. Folytatja hellenizáló törekvéseit, utasítja a zsidókat hogy áldozzanak a görög isteneknek. A jeruzsálemi Templomot Zeusznak szenteli és udvarán nagy oltárt állíttat fel.
- Mattatiás, egy modini zsidó pap ellenáll a király rendeleteinek és amikor a városában áldozni készülnek a görög isteneknek, megöli a hellenizált zsidó papot és a szír felügyelőt. Ezután öt fiával együtt a hegyekbe menekül. Elkezdődik a makkabeus felkelés.

### Róma
- Quintus Aelius Paetust és Marcus Iunius Pennust választják consulnak. M. Iunius Liguriát, Q. Aelius Gallia Cisalpinát kapja tartományul, de a lázongó ligurok földjeinek feldúlásán kívül mást nem tesznek.
- A makedón háborúban a Makedónia és Epirus kirablásából szerzett zsákmány lehetővé teszi, hogy eltöröljék a római polgárok közvetlen adóztatását (a tributumot).
- A makedón és akháj nemességből túszokat szednek és családjaikkal Rómába viszik őket. Köztük van Polübiosz, a leendő történetíró is.

### Parthia
- A pártusok elfoglalják Herátot, amivel leállítják a kínai selyemút kereskedelmét és a Görög-Baktriai Királyság jövedelmei jelentősen megcsappannak.

## Fordítás
- Ez a szócikk részben vagy egészben  a(z)   167 BC című angol Wikipédia-szócikk ezen változatának fordításán alapul.  Az eredeti cikk szerkesztőit annak laptörténete sorolja fel. Ez a jelzés csupán a megfogalmazás eredetét és a szerzői jogokat jelzi, nem szolgál a cikkben szereplő információk forrásmegjelöléseként.